# Svea helikopterbataljon
Svea helikopterbataljon (2. hkpbat) var ett helikopterförband inom svenska flygvapnet som verkade i olika former åren 1998–2004. Förbandsledningen var baserad på Berga helikopterflygplats i Haninge garnison.

## Historik
Inför försvarsbeslutet 1996 föreslog Försvarsmakten och regeringen att samla Försvarsmaktens helikopterresurser i ett nytt försvarsgemensamt förband, Försvarsmaktens helikopterflottilj. Det skulle underlätta ledning av större samlade insatser under kris och i krig, samt även typsamordning och samordning avseende beredskap och utbildning. I regeringens budgetproposition för statsbudget för år 1998 i utgiftsområde 6 fastställde riksdagen den nya organisationen för Helikopterflottiljen, vilken skulle organisera sin verksamheten i fyra delar med ledningen baserad i Linköping.
Den 31 december 1997 upphörde de ursprungliga helikopterförbanden som självständiga förband, då ledningsfunktionen över samtliga helikopterförband överfördes den 1 januari 1998 till Helikopterflottiljen. Helikopterflottiljen var i sin tur underställd chefen för marinledningen. Den 1 januari 1999 omorganiserades de ursprungliga helikopterförbanden till den nya förbandsstrukturen, där Svea helikopterbataljon var en av dem. Svea helikopterbataljon bestod av 11. helikopterdivisionen och flygvapnets flygräddningsgrupp (FRÄD-grupp) vid Upplands flygflottilj (F 16).
Inför försvarsbeslutet 2000 föreslog regeringen att den framtida helikopterverksamheten skulle bestå av två större enheter och en mindre enhet för helikopterförbanden. De två större enheterna skulle vara fördelade på markoperativ inriktning och sjöoperativ inriktning. Medan den mindre enheten skulle ha subarktisk förmåga. Bakgrunden till regeringens förslag till att reducera antalet bataljoner, var den materielplan av omsättning av helikoptersystem. Där det 2002 planerades att påbörja en nyanskaffning av helikoptersystem, och successivt reducera de då till antalet 110 helikoptrarna till beräknat 65–70 helikoptrar. I fråga om lokalisering av de kvarvarande helikopterförbanden ansåg regeringen att det av kostnadsskäl vore olämpligt att flytta verksamhet till en plats som saknade infrastruktur. Vidare ansåg regeringen att den markoperativa helikopterverksamheten borde lokaliseras till en plats för att underlätta samverkan med mekaniserade förband, samt den då planerade luftburna bataljonen i Karlsborg. Den sjöoperativa enheten ansågs lokaliseras för att möjliggöra samverkan med den marina verksamheten, där Haninge/Berga ansågs utgöra en bättre ändamålsenlig lokalisering jämfört med Ronneby/Kallinge. Ett av huvudskälen till Haninge/Berga även var det centrala läget på Sveriges östkust med flest övningsområden. Därav föreslog regeringen att Norrlands helikopterbataljon och Göta helikopterbataljon skulle upplösas och avvecklas. Dock ansåg regeringen att den verksamhet som Göta helikopterbataljon hade på Säve skulle kvarstå fram till 2003. Det med anledning att man inte ville nyinvestera för omlokaliseringar av gamla helikopterbeståndet. Från den 1 juli 2000 kom helikopterverksamheten inom Försvarsmakten ingå i den Operativa insatsledningen. Därmed och blev helikopterverksamheten en fjärde försvarsgren, sidoordnad med armén, marinen och flygvapnet.
Den 30 juni 2000 avvecklades Göta helikopterbataljon, och övergick den 1 juli 2000 till en avvecklingsorganisation. Avvecklingsorganisationen skulle verka fram den 31 december 2001, men kom att upphöra redan den 30 juni 2001. Den verksamhet på Säve som skulle kvarstå i organisationen övergick den 1 juli 2000 till att verka som 5. helikopterskvadronen ingående i Svea helikopterbataljon (2. hkpbat).
Inför regeringens proposition 2001/02:10, vilken behandlade en fortsatt förnyelse av totalförsvaret, föreslog regeringen på Försvarsmaktens inrådan, att Svea helikopterbataljon och Östgöta helikopterbataljon skulle upplösas och avvecklas senast den 31 december 2001, eller av regeringen bestämd tidpunkt. Bakgrunden var att Försvarsmaktens önskade en förändring den fredstida organisationsstrukturen, för att där nå en enad helikopterorganisation med endast ett helikopterförband och en förbandschef. De två bataljonernas verksamhet skulle istället reduceras till skvadroner, för att samordnas i organisationsenheten Försvarsmaktens helikopterflottilj. Regeringens förslag var endast en förändring av ledningen, och påverkade inte verksamhetsorterna.
Som en konsekvens av riksdagsbeslutet om att inför en ny ledningsorganisationen för Helikopterflottiljen, antog Svea helikopterbataljon den 1 januari 2002 namnet Helikopterflottiljen/2. hkpbat/Berga. Från den 1 januari 2003 blev helikopterbataljonen tillsammans med flottiljen en del av flygvapnets organisation. Den 28 februari 2004 verkställdes riksdagsbeslutet från 2001, där helikopterbataljonen den 1 mars 2004 reducerades bataljonen till att omfatta en skvadron. De ingående verksamheterna i Göteborg/Säve, Lidköping/Såtenäs och Ronneby/Kallinge kom att bilda självständiga skvadroner direkt underställda Helikopterflottiljen.
Inför försvarsbeslutet 2004 föreslog regeringen att minska antalet helikopterbaser, det med anledningen att den då pågående materielomsättningen av helikoptersystem, som på sikt skulle medföra att helikopterflottan skulle bestå av drygt 50 helikoptrar. Där av ansåg regeringen att det var nödvändigt att minska antalet helikopterbaser i syfte att behålla en rationell organisation. I samma proposition föreslog regeringen att ledningen för Helikopterflottiljen skulle bibehållas i Malmen/Linköping, dit även den markoperativa helikopterverksamheten skulle koncentreras. Den sjöoperativa helikopterverksamheten vill man omlokalisera till Ronneby, och subarktiska helikopterverksamheten till Luleå. Regeringens förslag innebar att tre orter skulle lämnas, Boden, Berga och  Göteborg/Säve. Att regeringen nu svängde i frågan jämfört med försvarsbeslutet 2000, där man ansett Berga som en huvudort för den sjöoperativa helikopterverksamheten, uppgavs bero på att Berga hade stora begränsningar när det gällde möjligheterna att utveckla Berga till en modern helikopterbas, bland annat gällande säkerhetssynpunkt. Vidare ansåg regeringen att militär flygräddning borde finnas baserade vid flygflottiljerna, F 7, F 17 och F 21.
Den 1 januari 2005 övergick verksamheten i Berga till att verka som en avvecklingsorganisation, i syfte att påbörja en flytt av helikopterverksamheten till Ronneby, samt avveckla förbandet i Berga. Den 9 juni 2005 förklarade chefen för Helikopterflottiljen, Mats Westin, formellt helikopterskvadronen vid Berga upplöst. Den 30 juni 2005 upplöstes och avvecklades förbandet officiellt. Flytten och avvecklingen skulle vara avslutad senast den 30 juni 2006. Avvecklingen av helikopterverksamheten i Berga innebar slutet på en epok av militärt flyg fast baserat i Stockholmsområdet. År 2009 kom 2. helikopterskvadronen att återuppstå, dock då baserad i Linköping/Malmen.
Även om förbandet var avvecklat, kom en helikopter, HKP 4A (04460), kvarstå på Berga fram till 2007. Anledningen till att den blev kvar, var att den sedan 1991 hade utgjort reservdelsobjekt till övriga helikoptrar inom samma helikoptersystem, och därmed inte var flygduglig. År 2007 kom den sista helikoptern att transporteras till Halmstad för destruktion.

## Verksamhet
I linjeorganisationen löd Svea helikopterbataljon under Helikopterflottiljen baserad i Linköping. Svea helikopterbataljon var huvudsakligen baserad till Berga, där även förbandsledningen var grupperad, vidare hade bataljonen viss verksamhet vid Upplands flygflottilj (F 16) i Uppsala samt och F 16 Gotland i Visby. Från den 1 juli 2000 omfattade bataljonen även baserna i Göteborg, Ronneby och Såtenäs. Från 2004 omfattades endast baserna vid Berga och Visby, då bataljonen upplöst och baserna var organiserade som skvadroner. Där 2. helikopterskvadronen var sidoordnad de övriga skvadronerna inom Helikopterflottiljen.
Bataljonens främsta uppgifter bestod av ubåtsjakt, ytmålsspaning, sjö- och flygräddning, personal-, sjuk- och materieltransporter inom Mellersta militärområdet (Milo M) inklusive Gotland samt södra Norrland. Från den 1 juli 2000 omfattade bataljonens operationsområde hela Svealand, Götaland samt södra Norrland. I bataljonen ingick även funktionsskolorna flyg-, vapen- och teknikerskola för helikoptersystemen 4 och helikoptersystemen 6B.

## Förläggningar och flygplatser

### Förläggning
När Svea helikopterbataljon bildades, övertogs Berga helikopterflygplats som 1. helikopterdivisionen officiellt tog i bruk den 4 september 1961. Helikopterflygplatsen var då norra Europas och Sveriges första flygplats avsedd endast för helikopterverksamhet. I samband med att helikopterverksamheten avvecklades i Berga den 30 juni 2005, övertogs flygplatsen av Amfibieregementet, som kom att anpassa det till sin verksamhet.

### Detachement
När bataljonen bildades den 1 januari 1998, hade den verksamhet i Berga, Uppsala och Visby. Efter att Göta helikopterbataljon upplöstes, kom de delar som kvarstod inom Försvarsmakten att ingå som detachement till Svea helikopterbataljon. Svea helikopterbataljon fick där med även från den 1 juli 2000 detachement och baser i Göteborg/Säve, Ronneby/Kallinge, Lidköping/Såtenäs. När bataljonen upplöstes och reducerades till en skvadron, kvarstod verksamheten i Berga, Uppsala och Visby.

## Heraldik och traditioner
År 2001 tilldelades Svea helikopterbataljon sitt heraldiska vapen, vilket beskrivs med blasoneringen "I blått fält en upprest grip av guld med röd beväring och med båda framklorna bärande ett riksäpple av guld. Skölden krönt med kunglig krona". Vad som skiljer Svea helikopterbataljon mot övriga så kallade "Svea förband" (Svea livgarde, Svea artilleriregemente, Svea ingenjörkår  och Svea trängkår), är att de tillsammans med Svea flygflottilj och Svea flygkår har heraldiska vapen som inte är baserade på det lilla riksvapnet. I samband med att helikopterförbandet upplöstes och avvecklades, instiftades Helikopterflottiljens (2.hpkskv) minnesmedalj i silver (2HkpbatMSM). Måndagen den 7 november 2005 hölls en sista minneshögtid på Berga, då helikopterolyckor tillsammans med andra olyckor med dödlig utgång hedrades vid en ceremoni på Berga. Datumet hade valts på grund av helikopterolyckan den 6 november 1975, då Per Karlsson omkom och drogs ned i Mysingens djup. Minneshögtiden leddes av ställföreträdande helikopterflottiljchef Micael Bydén, som även lade ned en blomsterkrans framför minnesstenen. Minnessten är rest vid en skogsglänta vid sjösidan om helikopterbanan på Berga, och stenen har namn på tio stupade kamraters namn inhuggna. I samband med ceremonin lämnade den sista luftvärdiga helikoptern Berga.

## Förbandschefer
- 1998–2000: Överstelöjtnant Otto Svedenblad
- 2001–2003: Kommendörkapten Dan Broström
- 2003–2003: Kommendörkapten Mats Fogelmark [e]
- 2003–2005: Kommendörkapten Mats Fogelmark  [f]

## Namn, beteckning och förläggningsort
| Svea helikopterbataljon | 1998-01-01 | – | 2001-12-31 |
| 2. helikopterbataljonen | 2002-01-01 | – | 2004-02-28 |
| 2. helikopterskvadronen | 2004-03-01 | – | 2004-12-31 |
| Avvecklingsorganisation | 2005-01-01 | – | 2005-06-30 |

| 2. hkpbat    | 1998-01-01 | – | 2004-02-28 |
| 2. hkpskv    | 2004-03-01 | – | 2004-12-31 |
| AO 2. hkpskv | 2005-01-01 | – | 2004-12-31 |

| Berga helikopterflygplats (F) | 1998-01-01 | – | 2005-06-30 |
| Ronneby flygplats (D)         | 2000-07-01 | – | 2004-02-28 |
| Såtenäs flygplats (D)         | 2000-07-01 | – | 2004-02-28 |
| Säve depå (D)                 | 1998-01-01 | – | 2004-02-28 |
| Uppsala-Ärna flygplats (D)    | 1998-01-01 | – | 2005-06-30 |
| Visby flygplats (D)           | 1998-01-01 | – | 2005-06-30 |